# 政府宮殿
政府宮殿（せいふきゅうでん、モンゴル語: Засгын газрын ордон、ᠤᠯᠤᠰ ᠤᠨ ᠶᠡᠬᠡ ᠬᠤᠷᠠᠯ）は、モンゴル国家大会議の議事堂。首都ウランバートルにある。宮殿内には国会議員やモンゴル大統領、モンゴル首相の事務室も入っている。

## 歴史
政府宮殿の立地する土地はウランバートルで最も歴史の古い地区であり、かつてはチベット仏教の聖地であった。化身ラマ・ボグド・ハーンの宮殿を中心に約15,000人の僧侶が住む寺院群で宗教都市を形成していた。
1921年の共産党革命を経て1924年にモンゴル人民共和国が成立すると宗教は否定され、寺院群は全て解体された。1926年に緑色のドームを冠した講堂が建設されたが1946年に失火により全焼した。ホルローギーン・チョイバルサン首相は政府宮殿の建設を決定した。
宮殿の設計図はソ連の協力を得て作成された。建設には400人の雇用労働者と800人の囚人が参加した。その中には日本人捕虜も含まれていた。工事は1947年に始まり1951年に完成した。1958年から1961年には増築工事が行われた。
1990年のモンゴル民主化運動の後、政府宮殿には幾つかの変化があった。宮殿前のスフバートル広場にあったスフバートル廟が解体され、代わりにチンギス・カン像が設置された。また宮殿のファサードが改修され、モンゴル風の屋根に変更された。

## 施設
議事堂には議場、政党別の会議室、委員会室、1200人収容の大ホールなどが付属している。宮殿内には他にも複数の政府機関が入っており、約1000人が働いている。サービス施設はレストラン、カフェ、書店、売店、洗濯屋、美容院、薬局、銀行、花屋、トレーニング室、印刷所などである。

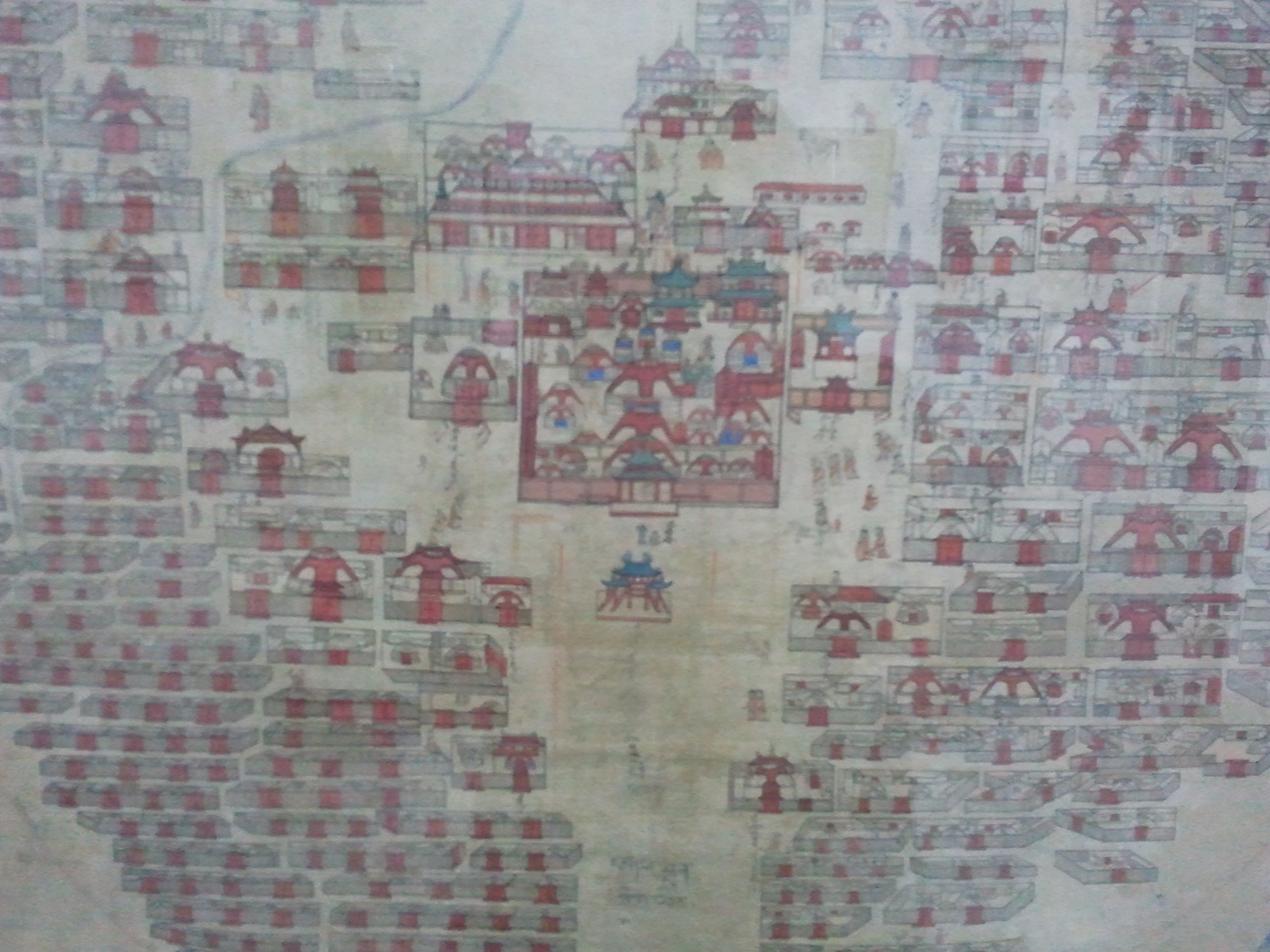
仏教寺院群（1900年頃）
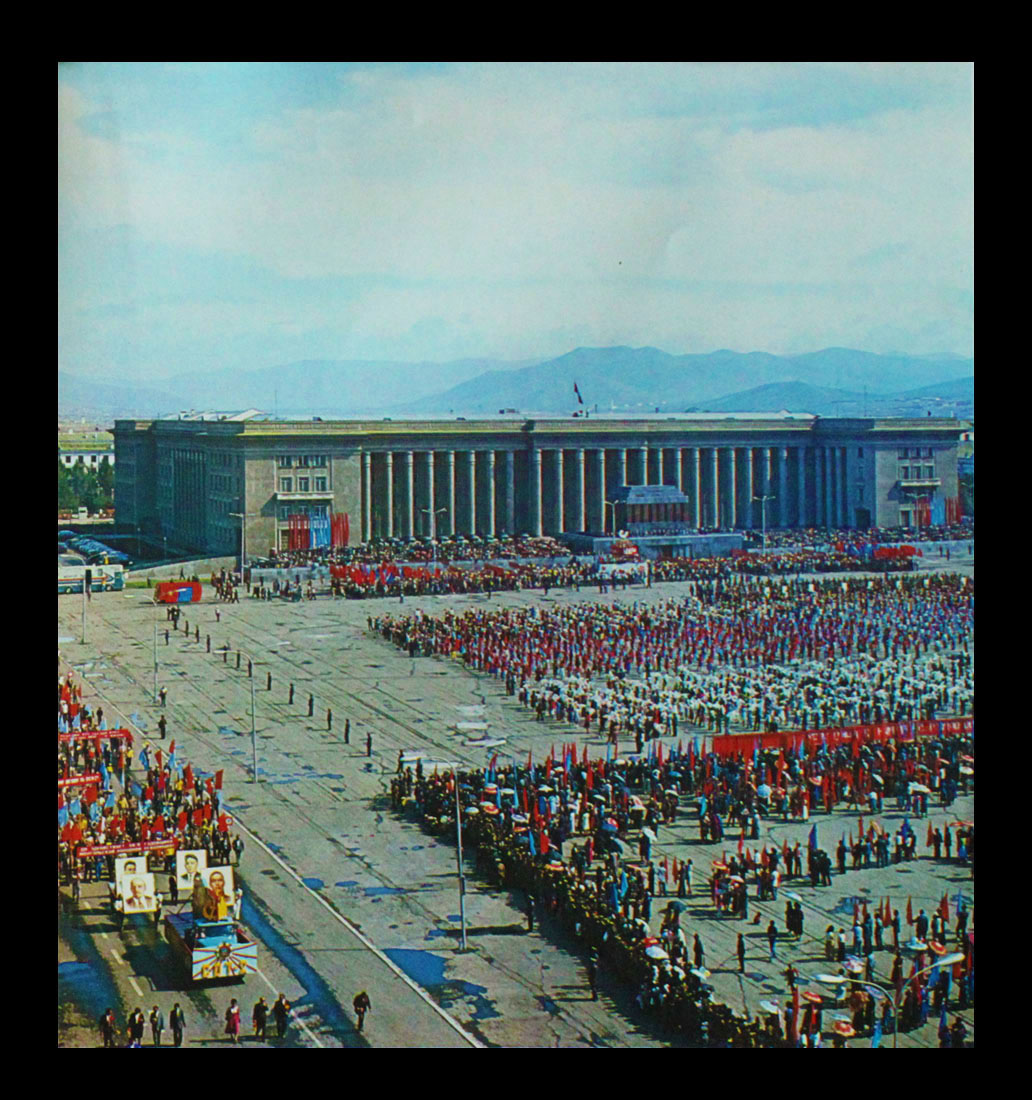
1974年の政府宮殿
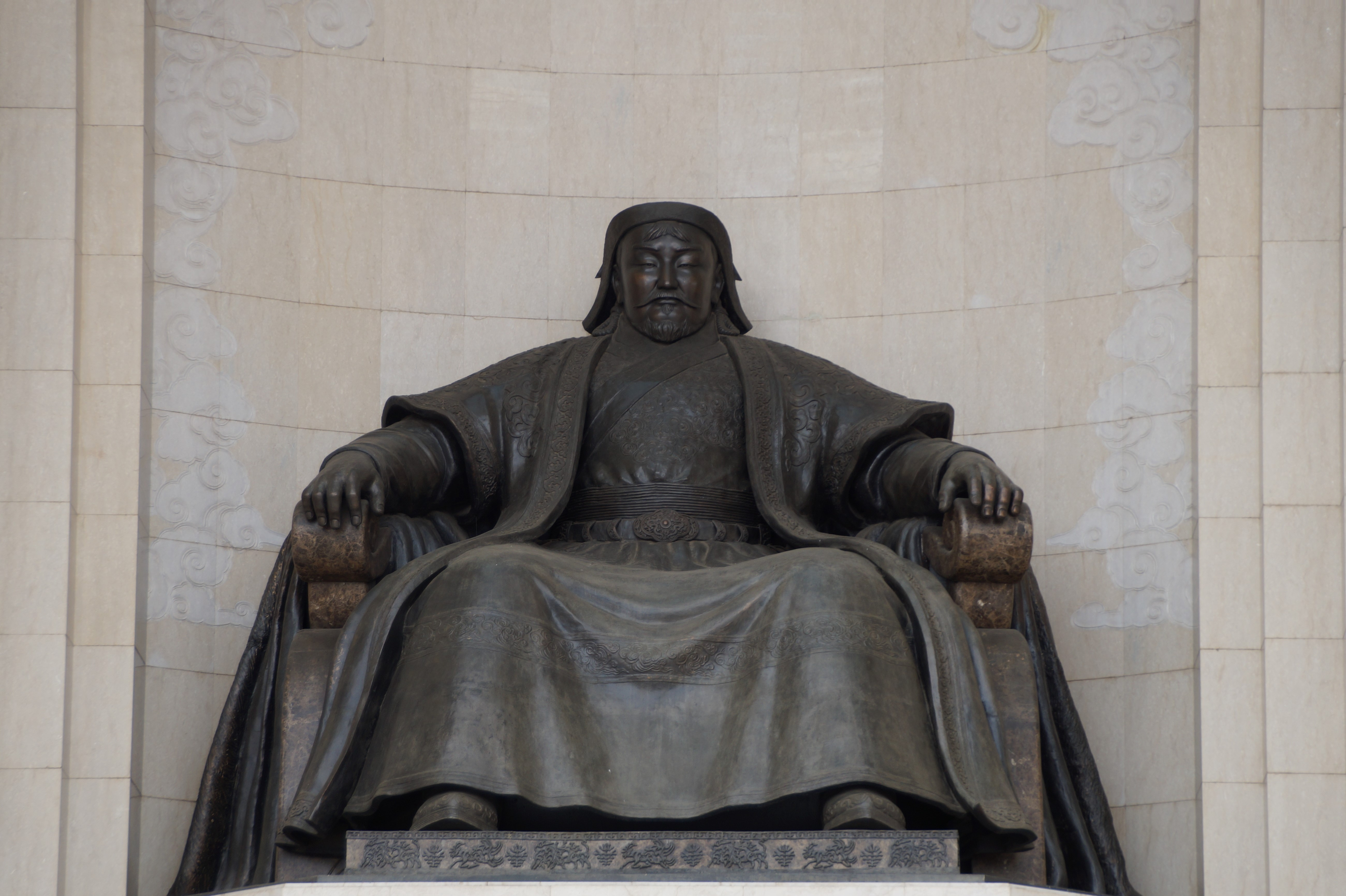
チンギス・カン像
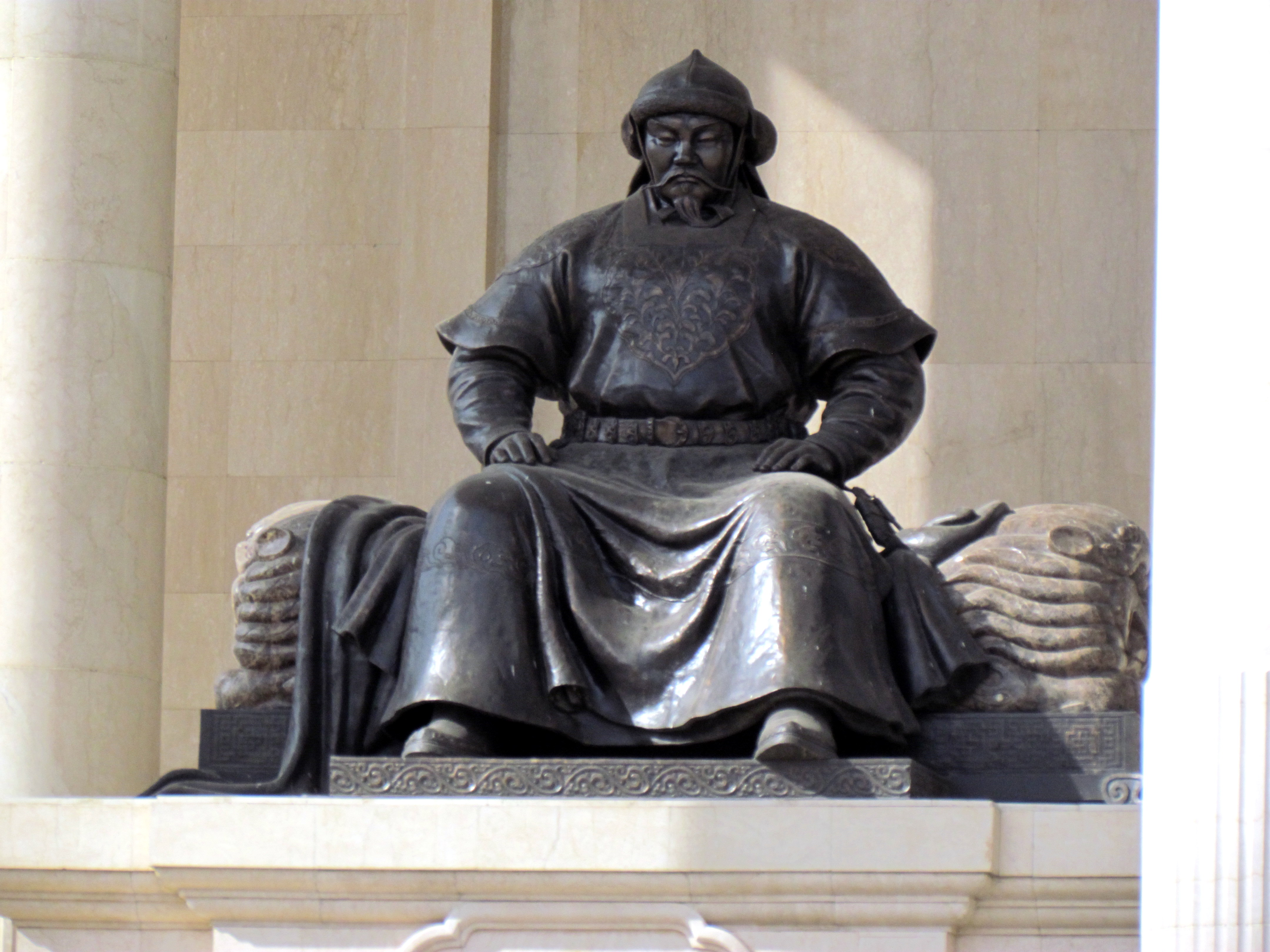
オゴデイ・カアン像
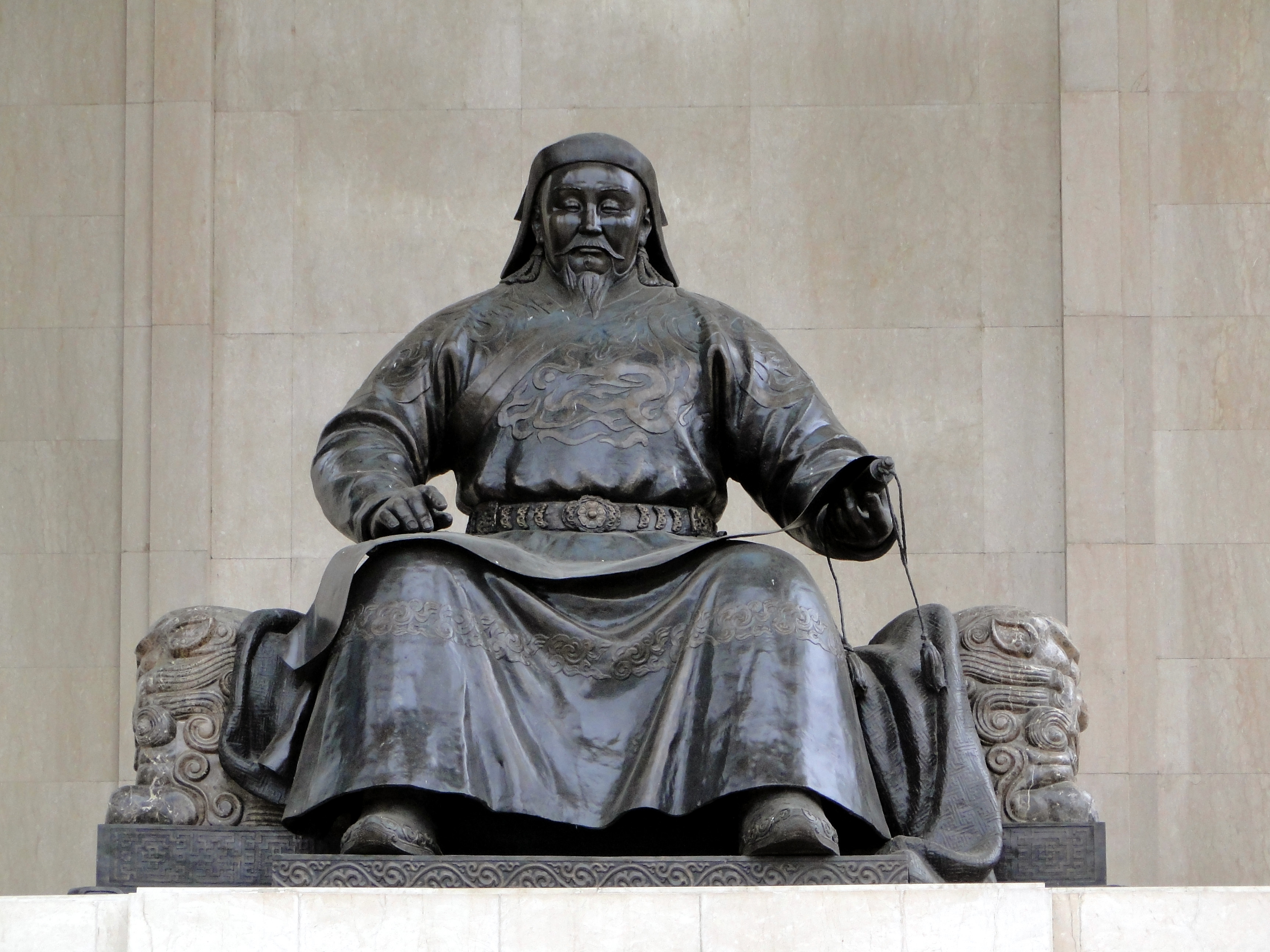
クビライ・カアン像